# Flughafen Madurai

i8
i11
i13
Der ca. 136 m hoch gelegene Flughafen Madurai (englisch Madurai Airport) ist ein internationaler Flughafen ca. 12 km südlich der Millionenstadt Madurai im südindischen Bundesstaat Tamil Nadu.

## Geschichte
Ein von der britischen Kolonialmacht überwachtes Flugfeld existiert schon seit den 1940er Jahren. In den frühen 1950er Jahren ausgebaut, startete der erste Linienflug nach Madras bzw. nach Trivandrum im Jahr 1956. Im Jahr 2010 wurde ein neues Terminal eingeweiht.

## Verbindungen
Der Flughafen Madurai wird von mehreren indischen Fluggesellschaften angeflogen. Es gibt Flüge zu zahlreichen nationalen (darunter Chennai, Bengaluru, Delhi, Hyderabad u. a.) wie auch zu internationalen Zielen (z. B. Dubai und Colombo).

## Sonstiges
- Der Flughafen verfügt über eine Start-/Landebahn von 2285 m Länge und ist mit ILS ausgestattet.
- Betreiber ist die Bundesbehörde Airports Authority of India.